# Dominik Sedlar
Dominik Sedlar (Zagabria, 20 dicembre 1979) è un regista cinematografico, sceneggiatore e produttore cinematografico croato-americano.

## Biografia
Dominik Sedlar, figlio del regista e produttore croato Jakov Sedlar, è nato a Zagabria nel 1979, dove è cresciuto e ha completato la sua prima educazione. Dal 1994 al 1998 ha frequentato la Scuola professionale per l'infanzia (eng. Professional Children's School) a New York. Ha anche frequentato la Tisch School of the Arts dell'Università di New York.
Ha fatto il suo debutto alla regia all'età di 15 anni assistendo il regista in un documentario intitolato Il Mozart del basket – La storia di Dražen Petrović ((EN) ). Finora ha diretto 15 film: tre lungometraggi e dodici documentari. Tra i suoi film precedenti più famosi c'è la Sindrome di Gerusalemme (inglese: Syndrome Jerusalem), che ha vinto un premio speciale alla Mostra internazionale d'arte cinematografica di Venezia nel 2004. Nel 2006, insieme al padre Jakov Sedlar, ha diretto il documentario Searching for Orson, un film sui film sconosciuti e mai completati di Orson Welles. Il film è narrato da Peter Bogdanovich e contiene interviste a Steven Spielberg, Frank Marshall, Paul Mazursky, James Earl Jones, Merv Griffin, Henry Jaglom e Oja Kodar. Il film è stato presentato in anteprima nel 2006 all'AFI Fest di Los Angeles.
Nel 2014 ha scritto e diretto la commedia indipendente In Between Engagements con Armand Assante, distribuita in tutto il mondo sulla piattaforma di streaming Amazon Prime, e il dramma storico-sportivo The Match del 2021 con Franco Nero, Caspar Phillipson e Armand Assante. Quest'ultimo film è stato venduto in oltre 70 paesi del mondo e proiettato in più di 50 cinema negli Stati Uniti d'America: è stato presentato in anteprima televisiva americana il 2 dicembre 2021 su Showtime Networks.
Nel 2022 ha scritto la sceneggiatura e diretto il film drammatico La conversazione (inglese: The Conversation) con Caspar Phillipson e Dylan Turner nei ruoli principali, basato sulla storia vera dell'unico incontro tra il cardinale Alojzije Stepinac e il maresciallo Tito.

## Filmografia

### Lungometraggi
- 2003 – Mercy of the Sea, Blackstone Media Arts, Orlando films & Capistrano films
- 2004 – Syndrome Jerusalem, Orlando films
- 2014 – In Between Engagements, VISION Studios
- 2021 – The Match, VISION Studios & Olledorff Center
- 2022 – The Conversation, Croatia film & Quiet storm productions

### Documentari
- 1995 – The Mozart of Basketball – The Story of Drazen Petrovic, IPI International
- 1997 – Croatia: Land of 1,100 Islands & 101 Dalmatians, Blackstone Media Arts
- 2005 – Croatian seas, Blitz films (distributor)
- 2006 – Searching for Orson, Filmind
- 2011 – Caffe Auschwitz, VISION Studios
- 2014 – Anne Frank, Then and Now, FILMIND & Ollendorff Center
- 2016 – The Righteous Gypsy, Ollendorf Center